# Germán Valdés
Germán Genaro Cipriano Teodoro Gómez Valdés y Castillo (Cidade do México, 19 de setembro de 1915 — Cidade do México, 29 de junho de 1973), mais conhecido como Tin-Tan, foi um ator, cantor e comediante, que nasceu em Cidade do México, mas foi criado e começou sua carreira em Ciudad Juárez, em Chihuahua, e que apareceu em filmes de fala hispana. Era irmão dos atores Ramón Valdés (o Seu Madruga) e Manuel Valdés "El Loco", que atuaram em vários de seus filmes.
Tin-Tan foi o mexicano escolhido pela banda The Beatles (convidado por Ringo Starr) para aparecer na capa do álbum Sgt. Pepper's Lonely Hearts Club Band.

## Filmografia

### Filmes
- Bollota el Chunbrega (1964).... Selcio
- Noche de muerte (1972).... Germán
- La mafia amarilla (1972).... Germán
- La disputa (1972).... Lorenzo Rocadura
- Acapulco 12-22 (1971).... Pirata, limpiabotas
- Las tarántulas (1971).... Tsekub Baloyán
- Chanoc contra el tigre y el vampiro (1971).... Tsekub Baloyán
- El increíble profesor Zovek (1971).... Chalo
- Los cacos (Once al asalto) (1971).... El Muerto
- ¡En estas camas nadie duerme! (1970).... Salame
- Chanoc en las garras de las fieras (1970).... Tsekub Baloyán
- Caín, Abel y el otro (1970).... Óscar Latorre
- Trampa para una niña (1969).... Merolico
- El quelite (1969).... Próculo
- El ogro (1969).... Sabás
- El capitán Mantarraya (1973).... Capitán Mantarraya.
- Duelo en El Dorado (1969).... Compadre Barrera
- Seis días para morir (1966).... José
- Gregorio y su ángel (1966).... Carlos
- El ángel y yo (1966).... Rito
- Detectives o ladrones (1966).... Harry
- Loco por ellas (1965).... Ángel Macías/Alberto Macías/padre de Ángel y Alberto
- Especialista en chamacas (1965).... Don Guille
- Tintansón Crusoe (1964).... Tin Tan Cruz
- Puerto Rico en carnaval (1964).... Tin Tan
- Los fantasmas burlones (1964).... Ludovico Churchill
- Face of the Screaming Werewolf (1964)
- Fuerte, audaz y valiente (1962).... León
- ¡En peligro de muerte! (1962).... Marshall Nylon
- Pilotos de la muerte (Locos del Twist) (1962).... Octano Pérez
- ¡Viva Chihuahua! (1961).... Germán Terrazas "El Chihuahua"
- ¡Suicídate, mi amor! (1961).... Raúl González
- El duende y yo (1961).... Modesto Fauno
- Locura de terror (1960).... Pacífico
- El violetero (1960).... Lorenzo Miguel Arroyo
- Variedades de medianoche (1960).... Germán Gómez "El Trompas"
- El fantasma de la opereta (1959).... Aldo o Valdovino Valdés
- Una estrella y dos estrellados (1959).... Tin Tan
- La casa del terror (1959).... Casimiro
- El pandillero (1959).... Pepe Álvarez del Monte
- Tin Tan y las Modelos (Escuela de Modelos) (1959).... Alonso Marcos Chimalpopoca
- La tijera de oro (1958).... Emilio Campos
- Ferias de México (1958).... Tin Tan
- Escuela de verano (1958).... Casimiro
- Vagabundo y millonario (1958).... Tony García/Andrés Aguilar
- Tres lecciones de amor (1958).... Profesor Germán Valadez/Casanova/Nerón
- El cofre del pirata (1958).... Germán de las Altas Torres y Pérez
- Vivir del cuento (1958).... Chóforo o Cristóforo Pérez
- Dos fantasmas y una muchacha (1958).... Germán Pérez
- Paso a la juventud (1957).... Casimiro Rosado
- Viaje a la Luna (1957).... Nicolás Pérez
- Rebelde sin casa (1957).... Tedoro Silva
- Las mil y una noches (De Tin Tan) (1957).... Ben Akih/Selim/Yamaní/Nuredín Valdés
- El que con niños se acuesta (1957).... Chon o Encarnación Bernal de González y de la Martínez
- La odalisca No. 13 (1957).... Tintín
- Locos peligrosos (1957).... Federico
- Música de siempre (1956).... Tin Tan
- Refifí entre las mujeres (1956).... Refifí
- Las aventuras de Pito Pérez (1956).... Pito Pérez
- Los tres mosqueteros y medio (1956).... D'Artagnan
- Escuela para suegras (1956).... Tin Tan
- El teatro del crimen (1956).... Tin Tan
- El gato sin botas (1956).... Agustín Tancredo "El Gato"/Don Victorio, coronel
- El campeón ciclista (1956).... Cleto García
- El médico de las locas (1955).... Apolonio Borrego
- El vividor (1955).... Atilano Valdés
- ¡Lo que le pasó a Sansón! (1955).... Tin Tan/Sansón
- Los líos de Barba Azul (1954).... Ricardo Martínez
- El sultán descalzo (1954).... Sultán Casquillo
- El hombre inquieto (1954).... Germán Valdés
- El vizconde de Montecristo (1954).... Inocencio Dantés
- Reportaje (película) (1953).... Pachuco Compositor
- Tin Tan en La Habana (El mariachi desconocido) (1953).... Agustín/Kiko Guanabacoa
- Dios los cría (1953).... Tin Tan
- El vagabundo (1953).... La Chiva
- ¡Me traes de un ala! (1952).... Tin Tan
- La isla de las mujeres (1952).... Tin Tan o Totí
- El bello durmiente (1952).... Triquitrán
- Las locuras de Tin Tan (1951).... Tin Tan
- Mi campeón (1951).... Tin Tan
- Chucho el remendado (Continuación de "El Ceniciento") (1951).... Valentín Gaytán
- El Ceniciento (1951).... Valentín Gaytán
- ¡Mátenme porque me muero! (1951).... Tin Tan
- El revoltoso (1951).... Tin Tan
- Cuando las mujeres mandan (1950).... Tin Tan
- También de dolor se canta (1950).... Tin Tan
- ¡Ay amor, cómo me has puesto! (1950).... Tin Tan
- Simbad el mareado (1950).... Simbad
- La marca del Zorrillo (1950).... Vizconde Martín de Texmelucan/Tin "El Zorrillo"
- Dos personajes fabulosos (1949).... Tin Tan
- El rey del barrio (1949).... Tin Tan
- ¡No me defiendas, compadre! (1949).... Tin Tan
- Soy charro de levita (1949).... Tin Tan
- ¡Ay qué bonitas piernas! (Calabacitas Tiernas) (1948).... Tin Tan
- Músico, poeta y loco (1947).... Tin Tan
- El niño perdido (1947).... Agustín o Tincito Peón Torre y Rey
- Hay muertos que no hacen ruido (1946).... Inocente Santos, Tin Tan
- Con la música por dentro (1946).... Diego, Tin Tan
- El hijo desobediente (1945).... Tin Tan
- Song of Mexico (Canción de México) (1945).... Tin Tan
- Hotel de verano (1943).... Tin Tan
- El que la traga, la paga (cortometraje mudo) (1943).... vagabundo (como "La Chiva")

### Discografia
Tesoros de colección
- 1. Los agachados
- 2. Tiru lirulin
- 3. Mira Luisa
- 4. Luna de Texas
- 5. Watatina
- 6. Échale cinco al piano
- 7. Mi super mango
- 8. Adela
- 9. Lupe Lupe
- 10. La Burrita
- 11. Las posadas de Tin Tan
- 12. Preso me llevan
- 13. La barca marina
- 14. Y ven
- 15. El cibulo
- 16. Mujer maldita
- 17. La bolita
- 18. Son las 11 de la noche
- 19. El hijo pródigo
- 20. María la porfiada
- 21. La cantinera
- 22. El nogal
- 23. Petit madame
- 24. Paloma mensajera
- 25. Dónde está mi gato
- 26. Morena de ojos negros
- 27. El indultado
- 28. De mañana en ocho días
- 29. Amor y odio
- 30. Madrid y la Merced

Mi Antología
(Disco #1)
- 1. Personalidad
- 2. La taxista
- 3. Piel canela
- 4. María la porfiada
- 5. Contigo
- 6. Los agachados
- 7. Cantando en el baño
- 8. Petit madame
- 9. La cucaracha macabra
- 10. Échale un quinto al piano
- 11. Soy feliz
- 12. Pobre ceniciento

(Disco #2)
- 1. Bonita
- 2. El panadero
- 3. La nuez
- 4. Prenda su veladora
- 5. Mira Luisa
- 6. En el mar
- 7. Las posadas de Tin Tan
- 8. La barca de oro
- 9. El hijo pródigo
- 10. Adela
- 11. La burrita
- 12. Tiru lirulín
- 13. La pícara Susana
- 14. Ráscame aquí

Canciones de sus películas
- 1. Personalidad
- 2. Contigo
- 3. Ya tú verás
- 4. Luces en el puerto
- 5. De las tobilleras a las medias
- 6. Bonita
- 7. En un bosque de la China
- 8. Piel canela
- 9. Soy feliz
- 10. La gloria eres tú

20 Éxitos
- 1. En el mar
- 2. Pobre gente de París
- 3. El relicario
- 4. Hogar dulce hogar
- 5. El cavermango
- 6. Besando, el mundo se va a acabar
- 7. Músico poeta
- 8. Pecado
- 9. Bandoleón
- 10. El relojito
- 11. El bodeguero
- 12. Fumando espero
- 13. La enramada - Pimpollo
- 14. El espejo
- 15. Las gallinas
- 16. El Noa Noa
- 17. El eco
- 18. Nada te puedo dar
- 19. Las cosas bonitas
- 20. Casanova quiere rock